# Cudków
Cudków (prononciation : [ˈt͡sutkuf]) est une localité polonaise de la gmina de Dąbrowa Zielona, située dans le powiat de Częstochowa en voïvodie de Silésie.
En 2021, Cudków compte 56 habitants.